# Anatolian rock
Anatolian rock (turecky: Anadolu Rock) je označení pro hudební žánr, který vznikl v Turecku na konci 50. let 20. století a na následující dvě dekády se stal jedním z hlavních oblíbených stylů v Turecku. Kombinuje prvky turecké folkové hudby a moderního rocku. Podnět ke vzniku žánru dodala narůstající popularita světových rockových skupin jako The Beatles, The Rolling Stones, Led Zeppelin, Yes, Status Quo a Omega v Turecku. Mezi hlavní představitele turecké patří Cem Karaca, Barış Manço, Erkin Koray, Fikret Kızılok a Murat Ses a kapely Moğollar, Kurtalan Ekspres, Mavi Işıklar, Apaşlar a Kardaşlar.

## Velké hudební festivaly
- Rock'n Coke
- Masstival
- Radar Live
- Unirock Open Air Festival
- Rock Station Festival
- Barışarock
- Sonisphere Festival